# 2010–2011-es női EHF-bajnokok ligája (középdöntő)
Ez a cikk ismerteti a 2010–2011-es női EHF-bajnokok ligája középdöntőcsoportjainak az eredményeit.

## Formátum
A csoportkörből továbbjutott csapatokat a középdöntőben két csoportba sorolták. A középdöntőcsoportokon belül oda-visszavágós rendszerű körmérkőzést játszottak a csapatok. A csoportok első két helyen végző csapatai jutottak tovább az elődöntőbe.
Egy elért győzelemért 2 pont jár, egy döntetlenért 1, egy vereségért pedig 0. Azonos pontszám esetén az alábbiak szerint döntik el a sorrendet:
1. Egymás elleni mérkőzéseken szerzett több pont,
2. Egymás elleni mérkőzések alapján számolt gólkülönbség,
3. Egymás elleni mérkőzéseken lőtt több gól,
4. A csoport összes meccse alapján számolt gólkülönbség,
5. A csoportban lőtt gólok száma,
6. Sorsolás.

## Kiemelések
A középdöntőcsoportok sorsolását 2010. november 23-án tartották Bécsben. Két kiemelési kalapot alkalmaztak, az egyikbe kerültek a csoportgyőztesek, a másikba a csoportmásodikok. Az azonos csoportból érkező csapatok nem kerülhettek össze a középdöntőcsoportban.
| 1-es kalap                                                     | 2-es kalap                                       |
| -------------------------------------------------------------- | ------------------------------------------------ |
| Győri Audi ETO KC Budućnost Podgorica Larvik HK Itxako Navarra | Oltchim Vâlcea Gyinamo Volgograd Krim HC Leipzig |

## Középdöntőcsoportok

### 1-es csoport
| #  | Csapat              | M | Gy | D | V | G+  | G–  | Gk  | P |
| -- | ------------------- | - | -- | - | - | --- | --- | --- | - |
| 1. | Budućnost Podgorica | 6 | 4  | 0 | 2 | 180 | 160 | +20 | 8 |
| 2. | Itxako Navarra      | 6 | 4  | 0 | 2 | 155 | 157 | –2  | 8 |
| 3. | Krim                | 6 | 2  | 0 | 4 | 183 | 184 | –1  | 4 |
| 4. | Oltchim Vâlcea      | 6 | 2  | 0 | 4 | 150 | 167 | –17 | 4 |

| 2011. február 4. 20:15 | Krim    | 30–26       | Itxako Navarra | Arena Stožice, Ljubljana Nézőszám: 3300 Játékvezetők: Horváth, Marton (HUN) |
| 2011. február 4. 20:15 | Lekić 8 | (17–12)     | Martín 6       | Arena Stožice, Ljubljana Nézőszám: 3300 Játékvezetők: Horváth, Marton (HUN) |
| 2011. február 4. 20:15 | 3× 3×   | Jegyzőkönyv | 2× 3×          | Arena Stožice, Ljubljana Nézőszám: 3300 Játékvezetők: Horváth, Marton (HUN) |

| 2011. február 6. 18:00 | Oltchim Vâlcea  | 21–20       | Budućnost Podgorica    | Sala Sporturilor Traian, Râmnicu Vâlcea Nézőszám: 2000 Játékvezetők: Opava, Valek (CZE) |
| 2011. február 6. 18:00 | Ardean-Elisei 8 | (13–12)     | Bulatović, Jovanović 5 | Sala Sporturilor Traian, Râmnicu Vâlcea Nézőszám: 2000 Játékvezetők: Opava, Valek (CZE) |
| 2011. február 6. 18:00 | 1× 3×           | Jegyzőkönyv | 1× 3×                  | Sala Sporturilor Traian, Râmnicu Vâlcea Nézőszám: 2000 Játékvezetők: Opava, Valek (CZE) |

| 2011. február 12. 19:00 | Itxako Navarra | 26–25       | Oltchim Vâlcea | Polideportivo Municipal Lizarrerria, Estella-Lizarra Nézőszám: 1900 Játékvezetők: Pedersen, Mortensen (DEN) |
| 2011. február 12. 19:00 | Turej 9        | (10–14)     | Vizitiu 8      | Polideportivo Municipal Lizarrerria, Estella-Lizarra Nézőszám: 1900 Játékvezetők: Pedersen, Mortensen (DEN) |
| 2011. február 12. 19:00 | 4× 3×          | Jegyzőkönyv | 4× 3×          | Polideportivo Municipal Lizarrerria, Estella-Lizarra Nézőszám: 1900 Játékvezetők: Pedersen, Mortensen (DEN) |

| 2011. február 13. 19:30 | Budućnost Podgorica | 32–29       | Krim     | Morača Sports Center, Podgorica Nézőszám: 4500 Játékvezetők: Gubica, Milosevic (CRO) |
| 2011. február 13. 19:30 | Bulatović 6         | (17–12)     | Lekić 11 | Morača Sports Center, Podgorica Nézőszám: 4500 Játékvezetők: Gubica, Milosevic (CRO) |
| 2011. február 13. 19:30 | 2× 3×               | Jegyzőkönyv | 1× 3×    | Morača Sports Center, Podgorica Nézőszám: 4500 Játékvezetők: Gubica, Milosevic (CRO) |

| 2011. február 20. 18:00 | Oltchim Vâlcea  | 31–27       | Krim       | Sala Sporturilor Traian, Râmnicu Vâlcea Nézőszám: 2000 Játékvezetők: Bonaventura, Bonaventura (FRA) |
| 2011. február 20. 18:00 | Ardean-Elisei 8 | (14–14)     | Penezić 10 | Sala Sporturilor Traian, Râmnicu Vâlcea Nézőszám: 2000 Játékvezetők: Bonaventura, Bonaventura (FRA) |
| 2011. február 20. 18:00 | 1× 3×           | Jegyzőkönyv | 4× 2×      | Sala Sporturilor Traian, Râmnicu Vâlcea Nézőszám: 2000 Játékvezetők: Bonaventura, Bonaventura (FRA) |

| 2011. február 20. 19:00 | Itxako Navarra | 31–26       | Budućnost Podgorica | Polideportivo Municipal Lizarrerria, Estella-Lizarra Nézőszám: 1800 Játékvezetők: Rakytina, Tkachuk (UKR) |
| 2011. február 20. 19:00 | Martín, Șoit 7 | (16–10)     | Popović 7           | Polideportivo Municipal Lizarrerria, Estella-Lizarra Nézőszám: 1800 Játékvezetők: Rakytina, Tkachuk (UKR) |
| 2011. február 20. 19:00 | 3× 3×          | Jegyzőkönyv | 2× 3×               | Polideportivo Municipal Lizarrerria, Estella-Lizarra Nézőszám: 1800 Játékvezetők: Rakytina, Tkachuk (UKR) |

| 2011. március 4. 19:30 | Krim    | 36–40       | Budućnost Podgorica         | Arena Stožice, Ljubljana Nézőszám: 3700 Játékvezetők: Nikolov, Nachevski (MKD) |
| 2011. március 4. 19:30 | Lekić 7 | (19–23)     | Bulatović, Đokić, Popović 8 | Arena Stožice, Ljubljana Nézőszám: 3700 Játékvezetők: Nikolov, Nachevski (MKD) |
| 2011. március 4. 19:30 | 1× 3×   | Jegyzőkönyv | 4× 3×                       | Arena Stožice, Ljubljana Nézőszám: 3700 Játékvezetők: Nikolov, Nachevski (MKD) |

| 2011. március 6. 18:00 | Oltchim Vâlcea  | 22–25       | Itxako Navarra | Sala Sporturilor Traian, Râmnicu Vâlcea Nézőszám: 2000 Játékvezetők: Pandzic, Mosorinski (SRB) |
| 2011. március 6. 18:00 | Ardean-Elisei 6 | (12–11)     | Fernández 7    | Sala Sporturilor Traian, Râmnicu Vâlcea Nézőszám: 2000 Játékvezetők: Pandzic, Mosorinski (SRB) |
| 2011. március 6. 18:00 | 5× 3×           | Jegyzőkönyv | 2× 3×          | Sala Sporturilor Traian, Râmnicu Vâlcea Nézőszám: 2000 Játékvezetők: Pandzic, Mosorinski (SRB) |

| 2011. március 12. 19:00 | Itxako Navarra | 25–24       | Krim     | Polideportivo Municipal Lizarrerria, Estella-Lizarra Nézőszám: 1800 Játékvezetők: Andersen, Sodal (NOR) |
| 2011. március 12. 19:00 | Barbosa 10     | (15–13)     | Mavsar 8 | Polideportivo Municipal Lizarrerria, Estella-Lizarra Nézőszám: 1800 Játékvezetők: Andersen, Sodal (NOR) |
| 2011. március 12. 19:00 | 4× 3×          | Jegyzőkönyv | 4× 3×    | Polideportivo Municipal Lizarrerria, Estella-Lizarra Nézőszám: 1800 Játékvezetők: Andersen, Sodal (NOR) |

| 2011. március 13. 19:30 | Budućnost Podgorica | 32–21       | Oltchim Vâlcea | Morača Sports Center, Podgorica Nézőszám: 4500 Játékvezetők: Badura, Ondogrecula (SVK) |
| 2011. március 13. 19:30 | Bulatović 9         | (16–9)      | Vizitiu 5      | Morača Sports Center, Podgorica Nézőszám: 4500 Játékvezetők: Badura, Ondogrecula (SVK) |
| 2011. március 13. 19:30 | 7× 3× 1×            | Jegyzőkönyv | 3× 2×          | Morača Sports Center, Podgorica Nézőszám: 4500 Játékvezetők: Badura, Ondogrecula (SVK) |

| 2011. március 19. 17:30 | Krim              | 37–30       | Oltchim Vâlcea  | Arena Stožice, Ljubljana Nézőszám: 2500 Játékvezetők: Johansson, Kliko (SWE) |
| 2011. március 19. 17:30 | Mavsar, Penezić 7 | (17–19)     | három játékos 6 | Arena Stožice, Ljubljana Nézőszám: 2500 Játékvezetők: Johansson, Kliko (SWE) |
| 2011. március 19. 17:30 | 1× 3×             | Jegyzőkönyv | 4× 3×           | Arena Stožice, Ljubljana Nézőszám: 2500 Játékvezetők: Johansson, Kliko (SWE) |

| 2011. március 20. 19:30 | Budućnost Podgorica | 30–22       | Itxako Navarra | Morača Sports Center, Podgorica Nézőszám: 4500 Játékvezetők: Bonifert, Oláh (HUN) |
| 2011. március 20. 19:30 | Jovanović 7         | (15–13)     | Barbosa 8      | Morača Sports Center, Podgorica Nézőszám: 4500 Játékvezetők: Bonifert, Oláh (HUN) |
| 2011. március 20. 19:30 | 7× 2× 1×            | Jegyzőkönyv | 7× 2× 1×       | Morača Sports Center, Podgorica Nézőszám: 4500 Játékvezetők: Bonifert, Oláh (HUN) |

### 2-es csoport
| #  | Csapat            | M | Gy | D | V | G+  | G–  | Gk  | P  |
| -- | ----------------- | - | -- | - | - | --- | --- | --- | -- |
| 1. | Győri Audi ETO KC | 6 | 5  | 0 | 1 | 159 | 131 | +28 | 10 |
| 2. | Larvik HK         | 6 | 5  | 0 | 1 | 168 | 129 | +39 | 10 |
| 3. | Gyinamo Volgograd | 6 | 2  | 0 | 4 | 141 | 180 | –39 | 4  |
| 4. | HC Leipzig        | 6 | 0  | 0 | 6 | 132 | 160 | –28 | 0  |

| 2011. február 5. 14:00 | Gyinamo Volgograd | 24–26       | Győri Audi ETO KC | Dynamo, Volgograd Nézőszám: 1500 Játékvezetők: Vodopivec, Krasna (SLO) |
| 2011. február 5. 14:00 | Makejeva 6        | (11–14)     | Vérten 6          | Dynamo, Volgograd Nézőszám: 1500 Játékvezetők: Vodopivec, Krasna (SLO) |
| 2011. február 5. 14:00 | 3× 3×             | Jegyzőkönyv | 6× 3×             | Dynamo, Volgograd Nézőszám: 1500 Játékvezetők: Vodopivec, Krasna (SLO) |

| 2011. február 5. 15:00 | HC Leipzig | 24–26       | Larvik HK | Arena Leipzig, Lipcse Nézőszám: 5200 Játékvezetők: Baranowski, Lemanowicz (POL) |
| 2011. február 5. 15:00 | Rösler 5   | (12–13)     | Mørk 9    | Arena Leipzig, Lipcse Nézőszám: 5200 Játékvezetők: Baranowski, Lemanowicz (POL) |
| 2011. február 5. 15:00 | 3× 3×      | Jegyzőkönyv | 6× 3×     | Arena Leipzig, Lipcse Nézőszám: 5200 Játékvezetők: Baranowski, Lemanowicz (POL) |

| 2011. február 12. 17:45 | Larvik HK | 41–20       | Gyinamo Volgograd | Arena Larvik, Larvik Nézőszám: 4200 Játékvezetők: Dentz, Reibel (FRA) |
| 2011. február 12. 17:45 | Mørk 10   | (24–9)      | Hmirova 4         | Arena Larvik, Larvik Nézőszám: 4200 Játékvezetők: Dentz, Reibel (FRA) |
| 2011. február 12. 17:45 | 2× 3×     | Jegyzőkönyv | 6× 3×             | Arena Larvik, Larvik Nézőszám: 4200 Játékvezetők: Dentz, Reibel (FRA) |

| 2011. február 13. 18:15 | Győri Audi ETO KC | 25–20       | HC Leipzig | Magvassy Mihály Sportcsarnok, Győr Nézőszám: 2500 Játékvezetők: Maric, Masic (SRB) |
| 2011. február 13. 18:15 | Spiridon 6        | (11–8)      | Lyksborg 5 | Magvassy Mihály Sportcsarnok, Győr Nézőszám: 2500 Játékvezetők: Maric, Masic (SRB) |
| 2011. február 13. 18:15 | 3× 3×             | Jegyzőkönyv | 2× 3×      | Magvassy Mihály Sportcsarnok, Győr Nézőszám: 2500 Játékvezetők: Maric, Masic (SRB) |

| 2011. február 19. 14:00 | Gyinamo Volgograd | 25–22       | HC Leipzig | Dynamo, Volgograd Nézőszám: 1500 Játékvezetők: Badura, Ondogrecula (SVK) |
| 2011. február 19. 14:00 | Kocsetova 10      | (12–7)      | Schülke 12 | Dynamo, Volgograd Nézőszám: 1500 Játékvezetők: Badura, Ondogrecula (SVK) |
| 2011. február 19. 14:00 | 4× 3×             | Jegyzőkönyv | 4× 3×      | Dynamo, Volgograd Nézőszám: 1500 Játékvezetők: Badura, Ondogrecula (SVK) |

| 2011. február 19. 17:45 | Larvik HK | 16–25       | Győri Audi ETO KC | Arena Larvik, Larvik Nézőszám: 3400 Játékvezetők: Horacek, Novotny (CZE) |
| 2011. február 19. 17:45 | Larsen 5  | (7–17)      | Amorim, Görbicz 5 | Arena Larvik, Larvik Nézőszám: 3400 Játékvezetők: Horacek, Novotny (CZE) |
| 2011. február 19. 17:45 | 2× 2×     | Jegyzőkönyv | 6× 3× 1×          | Arena Larvik, Larvik Nézőszám: 3400 Játékvezetők: Horacek, Novotny (CZE) |

| 2011. március 5. 14:00 | Gyinamo Volgograd | 23–32       | Larvik HK  | Dynamo, Volgograd Nézőszám: 1400 Játékvezetők: Stark, Stefan (ROU) |
| 2011. március 5. 14:00 | Milova 8          | (11–16)     | Sulland 12 | Dynamo, Volgograd Nézőszám: 1400 Játékvezetők: Stark, Stefan (ROU) |
| 2011. március 5. 14:00 | 4× 3×             | Jegyzőkönyv | 3× 3×      | Dynamo, Volgograd Nézőszám: 1400 Játékvezetők: Stark, Stefan (ROU) |

| 2011. március 6. 14:30 | HC Leipzig | 24–29       | Győri Audi ETO KC | Arena Leipzig, Lipcse Nézőszám: 3800 Játékvezetők: Gousko, Repkin (BLR) |
| 2011. március 6. 14:30 | Kudłacz 10 | (10–16)     | Görbicz 12        | Arena Leipzig, Lipcse Nézőszám: 3800 Játékvezetők: Gousko, Repkin (BLR) |
| 2011. március 6. 14:30 | 3×         | Jegyzőkönyv | 3× 2×             | Arena Leipzig, Lipcse Nézőszám: 3800 Játékvezetők: Gousko, Repkin (BLR) |

| 2011. március 12. 16:45 | Larvik HK | 29–19       | HC Leipzig | Arena Larvik, Larvik Nézőszám: 2300 Játékvezetők: Kouz, Zhoba (UKR) |
| 2011. március 12. 16:45 | Løke 9    | (14–10)     | Kudłacz 6  | Arena Larvik, Larvik Nézőszám: 2300 Játékvezetők: Kouz, Zhoba (UKR) |
| 2011. március 12. 16:45 | 4× 3×     | Jegyzőkönyv | 6× 3×      | Arena Larvik, Larvik Nézőszám: 2300 Játékvezetők: Kouz, Zhoba (UKR) |

| 2011. március 13. 18:15 | Győri Audi ETO KC | 36–23       | Gyinamo Volgograd | Magvassy Mihály Sportcsarnok, Győr Nézőszám: 2600 Játékvezetők: Pandzic, Mosorinski (SRB) |
| 2011. március 13. 18:15 | Görbicz 10        | (18–13)     | Kocsetova 6       | Magvassy Mihály Sportcsarnok, Győr Nézőszám: 2600 Játékvezetők: Pandzic, Mosorinski (SRB) |
| 2011. március 13. 18:15 | 2× 3×             | Jegyzőkönyv | 3× 3×             | Magvassy Mihály Sportcsarnok, Győr Nézőszám: 2600 Játékvezetők: Pandzic, Mosorinski (SRB) |

| 2011. március 19. 15:00 | HC Leipzig | 23–26       | Gyinamo Volgograd | Arena Leipzig, Lipcse Nézőszám: 2200 Játékvezetők: Pavel, State (ROU) |
| 2011. március 19. 15:00 | Kudłacz 9  | (13–12)     | Kocsetova 8       | Arena Leipzig, Lipcse Nézőszám: 2200 Játékvezetők: Pavel, State (ROU) |
| 2011. március 19. 15:00 | 1× 3×      | Jegyzőkönyv | 3× 3×             | Arena Leipzig, Lipcse Nézőszám: 2200 Játékvezetők: Pavel, State (ROU) |

| 2011. március 20. 18:15 | Győri Audi ETO KC | 18–24       | Larvik HK  | Magvassy Mihály Sportcsarnok, Győr Nézőszám: 2600 Játékvezetők: Stolarovs, Līcis (LAT) |
| 2011. március 20. 18:15 | Amorim 5          | (9–12)      | Johansen 6 | Magvassy Mihály Sportcsarnok, Győr Nézőszám: 2600 Játékvezetők: Stolarovs, Līcis (LAT) |
| 2011. március 20. 18:15 | 4× 2×             | Jegyzőkönyv | 7× 2×      | Magvassy Mihály Sportcsarnok, Győr Nézőszám: 2600 Játékvezetők: Stolarovs, Līcis (LAT) |